# Pelochrista pfisteri
Pelochrista pfisteri es una especie de polilla perteneciente al género Pelochrista, categorizada en la tribu Eucosmini, de la subfamilia Olethreutinae.

## Distribución
Se distribuye por Alemania.

## Taxonomía
Fue descrita por Obraztsov en 1952 y publicada por primera vez en Z. Wien. ent. Ges. 37: 122.